# Stephan Orth

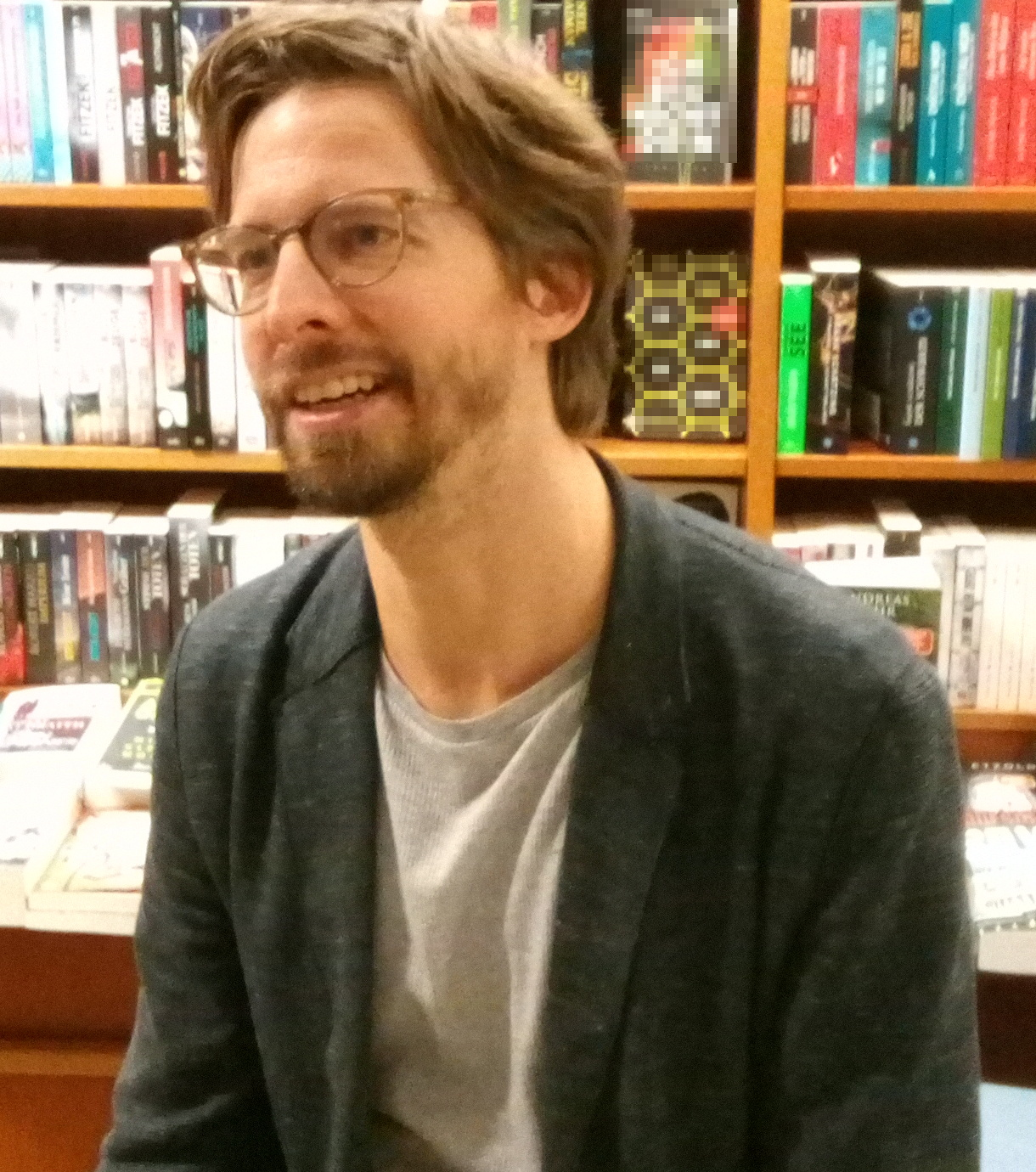
Stephan Orth (2019)

Stephan Orth (* 1979 in Münster) ist ein deutscher Journalist und Buchautor.

## Leben
Stephan Orth studierte Anglistik, Psychologie und Wirtschaftswissenschaften in Wuppertal und Journalismus in Brisbane, Australien. Von 2007 bis 2008 absolvierte er ein Volontariat bei Spiegel Online und war anschließend dort als Redakteur im Reise-Ressort tätig.
Zusammen mit Antje Blinda veröffentlichte er das Buch Sorry, wir haben die Landebahn verfehlt, das Platz eins der Taschenbuch-Bestsellerliste erreichte.
Im Jahr 2012 nahm er auf den Spuren seines Großvaters Roderich Fick an einer Inlandeis-Expedition in Grönland teil. Per Satellitentelefon verschickte er dazu Blog-Einträge, die auf Spiegel Online erschienen. Kurz darauf publizierte er das dazugehörige Buch Opas Eisberg.
Im März 2015 folgte das Buch Couchsurfing im Iran, das über 70 Wochen lang in der SPIEGEL-Bestsellerliste vertreten war. 2017 erschien der Nachfolger Couchsurfing in Russland sowie der Bildband Iran – Tausend und ein Widerspruch in Zusammenarbeit mit Mina Esfandiari und Samuel Zuder. Orths Bücher wurden in mehr als zehn Sprachen übersetzt. Im Juli 2016 kündigte er seinen Job bei Spiegel Online, seitdem ist er freiberuflich tätig.

## Auszeichnungen
- Columbus-Award 2008 für Der Tanz der Matriarchinnen[5]
- Columbus-Award 2009 für Wie Wladimir 59° Nord, 35° Ost eroberte[6]
- ITB BookAward 2018 für Couchsurfing in Russland[7]

## Bücher
- Couchsurfing in der Ukraine – Meine Reise durch ein Land im Krieg. Malik Verlag, München 2024, ISBN 978-3-89029-594-7.
- Absolutely ausgesperrt – Wie ich 700 Kilometer durch England reiste und immer draußen blieb. Malik Verlag, München 2022, ISBN 978-3-89029-567-1.
- Couchsurfing in Saudi-Arabien – Meine Reise durch ein Land zwischen Mittelalter und Zukunft. Malik Verlag, München 2021, ISBN 978-3-89029-570-1.
- Couchsurfing in China – Durch die Wohnzimmer der neuen Supermacht. Malik Verlag, München 2019, ISBN 978-3-89029-490-2.
- Mit Gulliver Theis: Kaukasus. Eine Reise an den wilden Rand Europas. National Geographic, 2018, ISBN 978-3-86690-656-3.
- Mit Mina Esfandiari: Iran – Tausend und ein Widerspruch. National Geographic, 2017, ISBN 978-3-86690-586-3.
- Couchsurfing in Russland – Wie ich fast zum Putin-Versteher wurde. Piper Verlag, 2017.
- Couchsurfing im Iran – Meine Reise hinter verschlossene Türen. Malik Verlag, 2015.
- Opas Eisberg – Auf Spurensuche durch Grönland. Piper Verlag, 2013.
- Sorry, wir haben uns verfahren – Kurioses aus der Bahn (mit Antje Blinda). Ullstein, 2012.
- Sorry, Ihr Hotel ist abgebrannt – Kurioses aus dem Urlaub (mit Antje Blinda). Ullstein, 2011.
- Sorry, wir haben die Landebahn verfehlt – Kurioses aus dem Cockpit (mit Antje Blinda). Ullstein, 2010.

Beiträge von Orth sind erschienen in:
- The Travel Episodes – Neue Reisegeschichten von allen Enden der Welt. Piper Verlag, 2017.
- Wir haben die Wahl – Warum wir gerade jetzt für unsere Freiheit einstehen sollten. Piper Verlag, 2017.
- The Travel Episodes – Geschichten von Fernweh und Freiheit. Piper Verlag, 2016.
- Machtkampf am Everest – Sherpas, Bergsteiger und die blutige Eskalation eines Konflikts. Piper Verlag, 2013.